# ベルリン芸術アカデミー

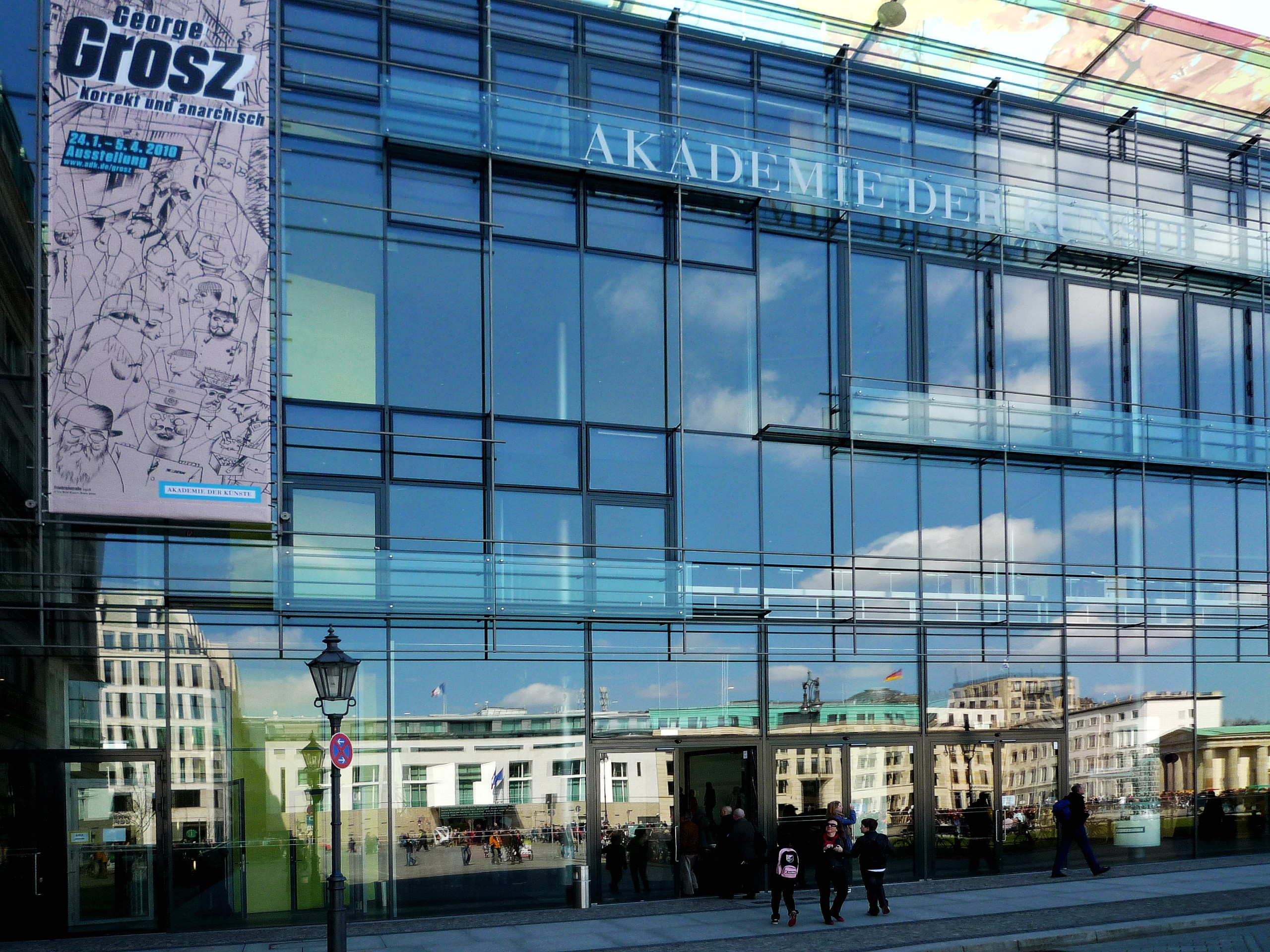
ベルリン芸術アカデミー, パリザー・プラッツ4, 2010年

ベルリン芸術アカデミー（独: Akademie der Künste (Berlin)）は、ドイツ連邦の公法人のひとつで、視覚芸術、建築、音楽、文学、舞台芸術、映画、メディアアートの育成を行なっている。また、時代を代表する芸術に寄与した人たちの国際的なグループでもある。
2006年4月29日に、総会で、グラフィックデザイナーで法律家のクラウス・シュテークが理事長に選出され、2009年と2012年にも再選された。

## 歴史

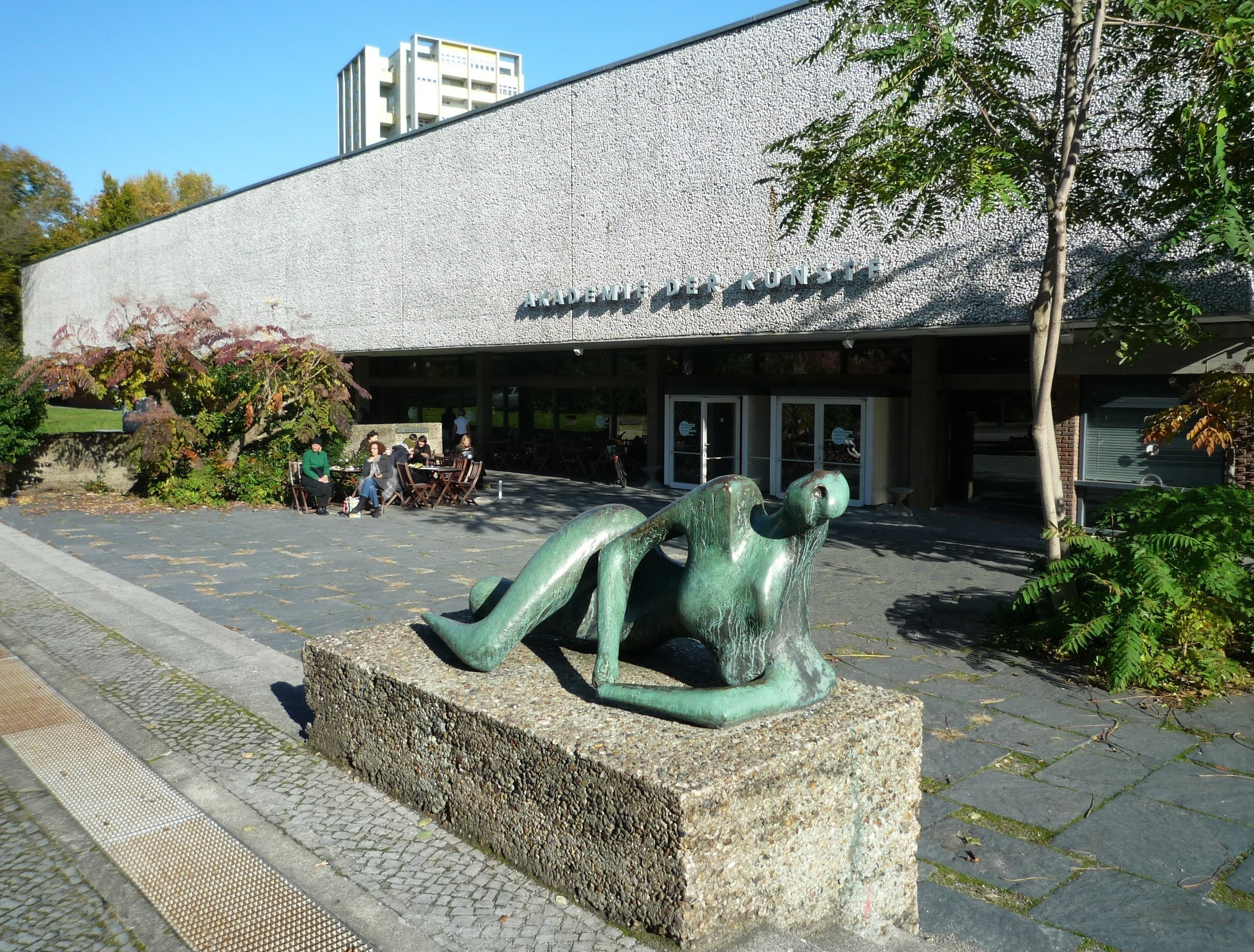
旧西ベルリン芸術アカデミーの建物

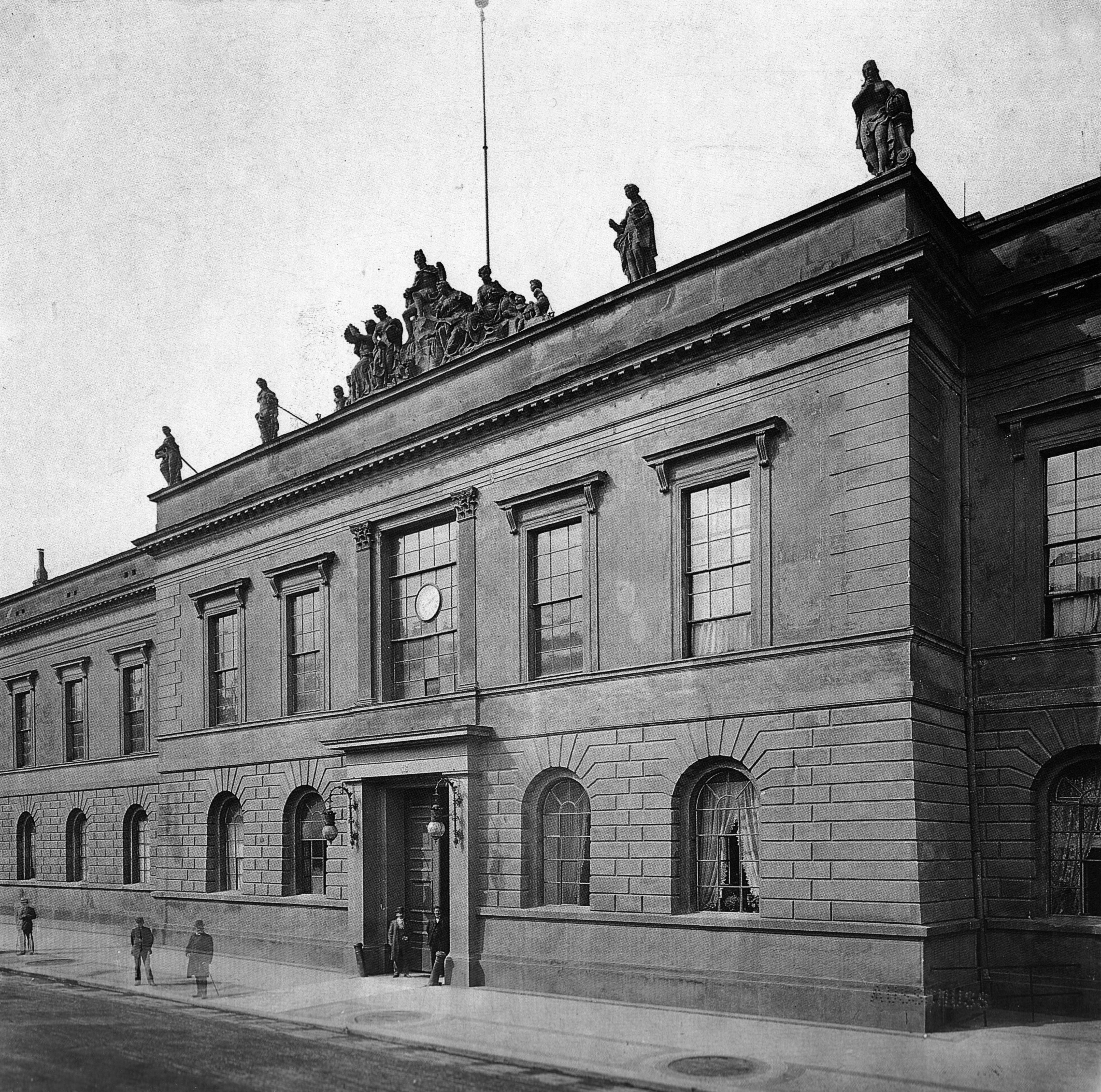
「ウンター・デン・リンデン8」の王立アカデミー（1908年）。1914年からはベルリン州立図書館に

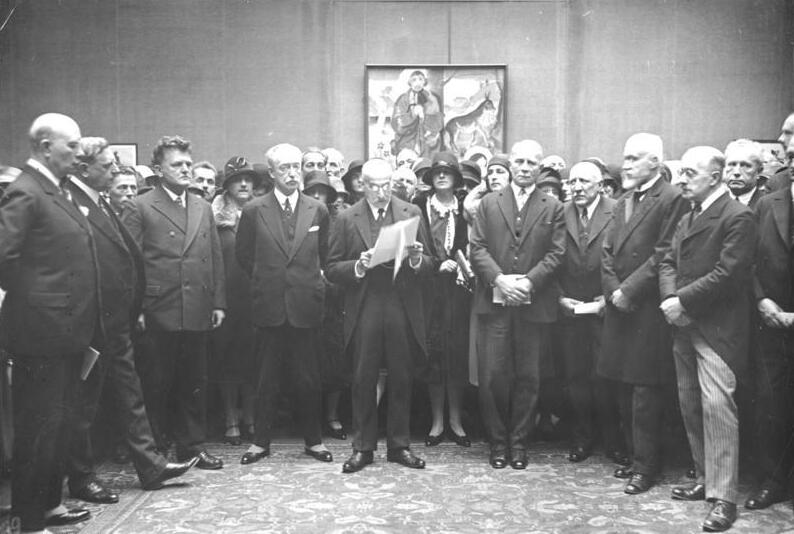
マックス・リーバーマンが1922年に開催したアカデミーの展覧会

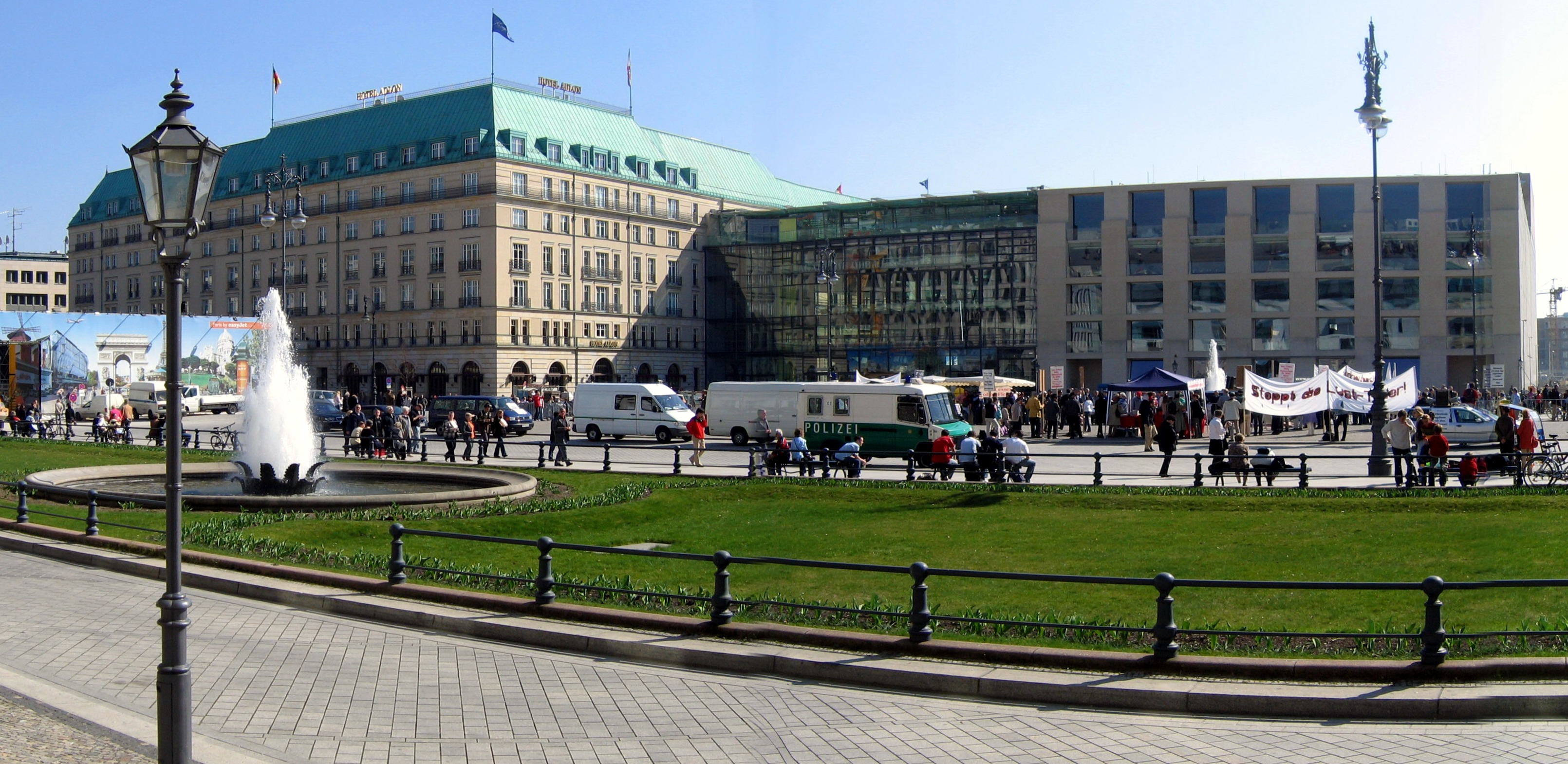
ホテル・アドロン（左）とDZ銀行支店のあいだにある芸術アカデミー（中央）

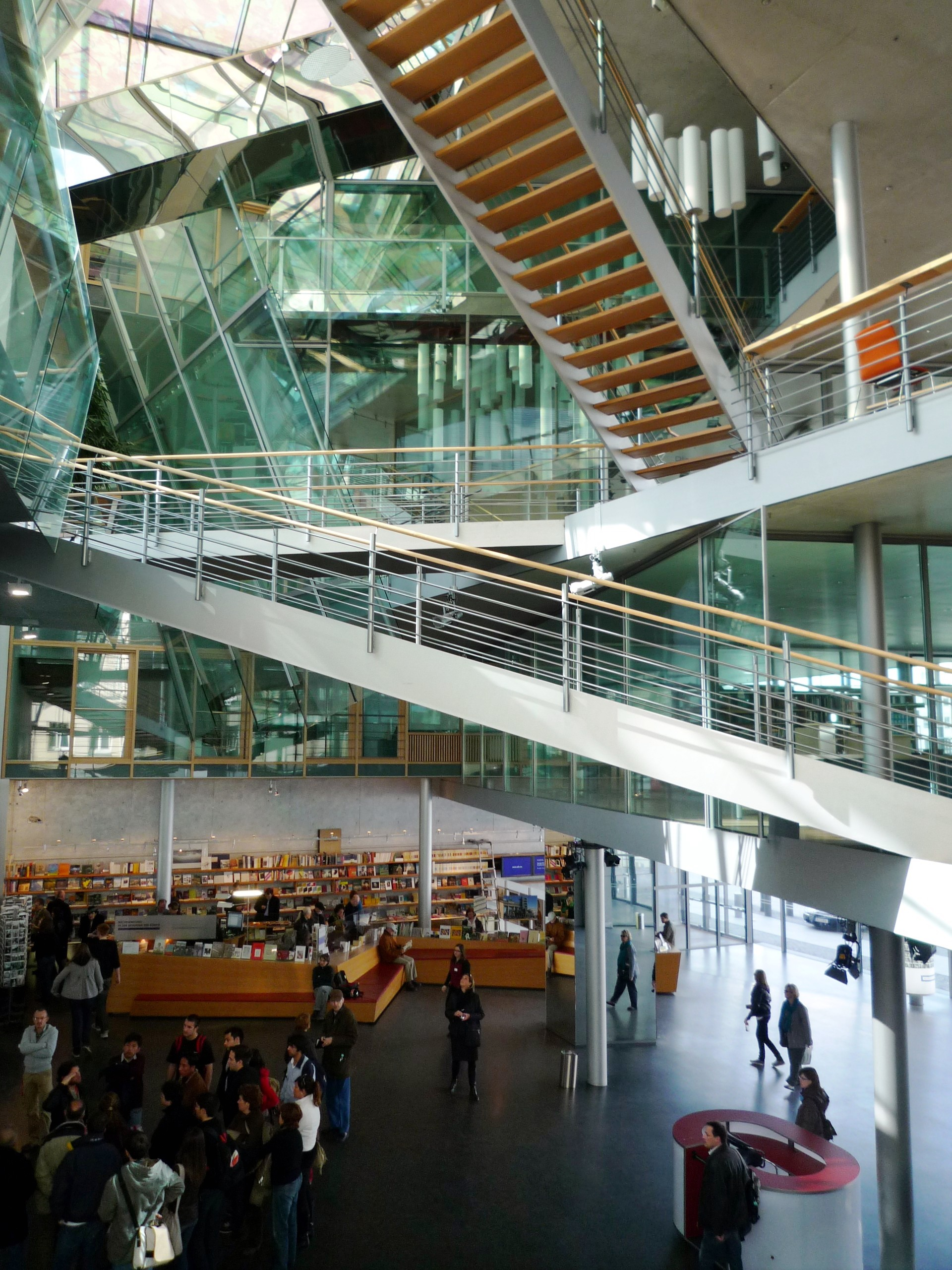
アカデミー内のロビーと階段

ベルリン芸術アカデミーの起源は、1696年7月11日にブランデンブルク辺境領選帝侯のフリードリヒ3世が設立した「絵画・彫刻・建築芸術アカデミー」にまで遡ることができる。正確には、1704年から1790年までの「王立プロイセン芸術・機械学アカデミー」と、1790年から1809年までの「王立ベルリン芸術・機械学アカデミー」と呼ばれた学会にもその起源をもつ。
1809年から1882年までは「王立プロイセン芸術アカデミー」と呼ばれ、その後「王立芸術アカデミー」（1882年）、プロイセン芸術アカデミー（1926年 – 1945年）と名称が変更された。
今日の芸術アカデミーは、以下の二つの制度をもとに1993年10月1日に作られた。
- 1950年に設立された東ベルリンの「ドイツ芸術アカデミー」、1972年以降、「東ドイツ芸術アカデミー」、1990年から1993年まで「ベルリン芸術アカデミー」と呼ばれた。
- 1954年に設立された西ベルリンの「芸術アカデミー」

## 場所
本拠地はベルリン・ミッテ区のパリザー・プラッツ4で、2005年に建築家のギュンター・ベーニッシュが設計した建物のなかにあり、1907年,王立プロイセン芸術アカデミーのために改築されたパレ・アルニムがあった場所、現在ホテル・アドロンに隣接している。
かつての西ベルリン芸術アカデミーの本拠地だった場所は、ハンザ地区）にあり、今日でもイベントや会議、展覧会に利用されている。
東ドイツの芸術アカデミーがかつてあった場所は、ランゲンベック・ヴィルヒョー・ハウスにあった。

## 目的
芸術アカデミーは、規則によると以下の目的をもつ。
- 芸術と文化の全体を再現すること
- 芸術の促進・助成
- 社会における芸術事情を代表する
- ベルリンがもつ国際的な影響力を広げること
- 文化的・国民的な発展
- 文化遺産の保護
- 芸術と文化に関するドイツ連邦への助言・支援

芸術アカデミーは、もっぱら公益性のある目的のみを有する。

## 部門
アカデミーは以下の部門に分かれている。
- 視覚芸術
- 建築
- 音楽
- 文学
- 舞台芸術
- 映画、メディアアート

文学部門の責任者は、2006年から2010年まで作家フォルカー・ブラウンが務めていた。2010年5月には、彼の同僚であるインゴ・シュルツェが後任となる。

## 理事長

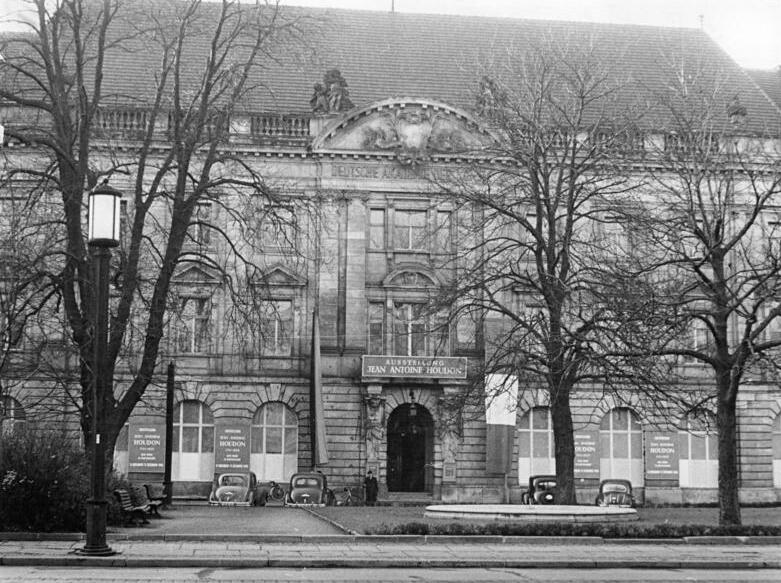
東ベルリンの芸術アカデミー（1955年）

### 東ドイツ
- ハインリヒ・マン (1950, 名義上)
- アルノルト・ツヴァイク (1950–1953)
- ヨハネス・R・ベッヒャー (1953–1956)
- オットー・ナーゲル (1956–1962)
- ヴィリ・ブレーデル（ドイツ語版） (1962–1964)
- コンラート・ヴォルフ（ドイツ語版） (1965–1982)
- マンフレート・ヴェクヴェルス（ドイツ語版） (1982–1990)
- ハイナー・ミュラー (1990–1993)

### 西ドイツ
- ハンス・シャロウン (1955–1968)
- ボリス・ブラッハー (1968–1977)
- ヴェルナー・ドュットマン（ドイツ語版） (1977–1983)
- ギュンター・グラス (1983–1986)
- ギーゼルヘル・クレーベ（ドイツ語版） (1986–1989)
- ヴァルター・イェンス（ドイツ語版） (1989–1997)
- ジェルジ・コンラッド（ドイツ語版） (1997–2003)
- アドルフ・ムシュク (2003–2005)
- クラウス・シュテーク（ドイツ語版） (2005 - )

## 芸術アカデミーのアーカイヴ
芸術アカデミー・アーカイヴは、ドイツ語圏における1900年以降最も重要な芸術と文化のアーカイヴであると見なされている。アカデミーの会員規則に準じて、全ての芸術家が登録されている。アーカイブの目的は、芸術的・文化史的に重要なアーカイヴを作って、整理し、学術や公共にそれを提供することである。2012年10月には、24メートルにも及ぶ本棚に収まるペーター・ツァデックの記録が公開された。2012年11月3日には、前衛映画監督クリストフ・シュリンゲンズィーフのアーカイヴが公開された。存命中の芸術家の、40メートルに及ぶ本棚が作られ、彼のジャンルを越えた芸術パフォーマンス（音声メディア、ポスター、通信文、パンフレット、写真、映画や演出の制作資料）が保存された。